# 4. извиђачка чета
4. извиђачка чета је била јединица Војске Републике Српске у саставу Сарајевско-романијског корпуса. 

## Историјат
По узору на формирање Команде СРК, као уосталом и свих његових приштапских јединица, 4. извиђачка чета СРК формирана је у Лукавици 24. маја 1992. године од малог дијела професионалних официра, подофицира и војника по уговору и највећим дијелом, до маја мјесеца 1993. године, од војника из резервног састава. Од тада попуњавана је војницима који су били на одслужењу војног рока у ВРС. Опрему и наоружање добила је од 4. извиђачке чете 4. Корпуса ЈНА, која је са осталим јединицама ЈНА дислоцирана на простор СР Југославије. Поред основних извиђачких дијелова у свом саставу имала је и један вод за електронско извиђање и јављање. Чета је размјештена у касарни на планини Јахорини и Планинарском дому "Партизан", а вод за електронско извиђање и јављање у објекту пет на Јахорини. Од почетка оружаних сукоба на простору Сарајевско-романијске регије чета је ангажована на прикупљању обавјеmтајних података о непријатељу. Редовно је упућивала извиђачке патроле у извиђање непријатељских положаја и покрета на правцима у ширем рејону југозападних падина Јахорине и правцима који воде према варошици Трново, а вод за електронско извиђање и јављање је прислушкивањем непријатељских радио-веза скоро свакодневно упућивао драгоцјене информације Команди СРК и Главног штаба ВРС.
У току извођења непријатељске Операције "Коверат" чета је ангажована у претресу терена на сјеверозападним падинама Јахорине. У току претреса терена успјели су заробити једног непријатељског борца од кога су добили драгоцјене податке о намјерама и покрету непријатељских снага на правцу: Добра вода - Улобићи - Требевић и тиме омогућили јединицама СРК на терену
правовремено постављање и дејство. То је у доброј мјери помогло да се брзо и ефикасно сломије ова непријатељска операција. За вријеме операције "Лукавац 93" чета се налазила у резерви Команде корпуса, размјештена у касарни "Слободан Принцип Сељо" у Лукавици и ангажована је тек по избијању јединица ВРС на платое планина Бјелашнице и Игмана. Задатак јој је био да извиђа активности непријатеља на правцу: торањ на Бјелашници - Мала и Велика Међеђа глава и даље према Тарчину. Све до повлачења ВРС са платоа Игмана и Бјелашнице чета је редовно упућивала извиђачке
патроле и организовала засједе у рејонима: дијела планине Височице, кањона Ракитнице, Умољана, Хојте, Шиљка, Трескавице, Босанској међи, превоју Рогој и на такозваном "Алаховом путу". Након успјешно изведене операције "Лукавац 93" и велике ослобођене територије зона одговорности СРК се значајно проширила, а на ослобођеном простору није било никаквих могућности за формирањем неке веће јединице која би бранила ту ослобођену територију. Рјешење је нађено у упућивању мањих привремених састава из осталих јединица СРК, најчешће Дринског корпуса. Било је случајева и ангажовања јединица из осталих састава ВРС, МУП-а и радне обавезе. Све ове саставе обједињавала је Команда СРК са свог истуреног командног мјеста које се налазило у Трнову. Због оваквог стања на овом дијелу ратишта, да би обезбиједила бољу сигурност и одбрану новоослобођених територија Команда СРК је почетком јуна мјесеца 1994. године од дијелова 4. извиђачке чете, 4. батаљона војне полиције (50 бораца) и јединица МУП-а из српског Сарајева (50 бораца) формирала једну јаку интервентну јединицу која је требала да обезбиједи сигурност одбране на југо-западном дијелу ратишта СРК. Извршене су све потребне материјално-техничке припреме и званично постројавање ове новоформиране јединице. За сталну локацију ове јединице припремљена је Основна школа у селу Јабланици. Иако је Команда корпуса организацијски све урадила да ова јединица заживи и почне да извршава планиране задатке до тога није дошло. Због опструкције од стране МУП-а јединица је расформирана, иако је као знак добре воље и повјерења за командира ове јединице постављен старјешина из редова МУП-а.
Послије овог неуспјелог покушаја прављења јаке интервентне јединице чета је често упућивана на испомоћ јединицама у трновској котлини и нишићкој висоравни. Тако се догодило да се ова, иако искључиво извиђачка јединица, у јуну мјесецу 1994. године ангажује у одбрани на затварању правца: кањон ријеке Бијеле - Шестаљево - с. Брутуси. Наиме, тада су снаге Оперативне групе-1, АРБиХ пробиле линију одбране јединица СРК на потезу од Кукова, преко Гаја и Стоивица до Градине. Након овога у више наврата чета је по дијеловима упућивана на испомоћ и држање положаја на Полом у и Јасену. Када је од марта до маја мјесеца 1995. године СРК формирао јединицу величине једног ојачаног пјешадијског батаљона и упутио је у привремени састав 4. српске бригаде Дринског корпуса, у тај састав ушао је и један непотпуни извиђачки вод из 4. извиђачке чете. У току извођења борбених дејстава овог батаљона у рејону: Бошковића пећина - село Ковачевићи - Зечја коса - Празниторба - Теочак обављао је извиђачке задатке и прикупљао податке о непријатељу на правцима напада. Након завршетка ангажовања на овом борбеном задатку, непосредно прије отпочињања Операције АР БиХ "Текбир" чета је прикупљена и поново стављена у резерву СРК.
Вод за електронско извиђање и јављање који је био размјештен у објекту пет на Јахорини, док није у току бомбардовања положаја ВРС од стране НАТО пакта и овај објекат погођен, одиграо је веома важну улогу у обавјештавању јединица ВРС о налетима НАТО авијације. Од оснивања до расформирања 4. извиђачке чете, у марту мјесецу 1996. године, четом је командовао потпоручник
Ранко Минић. У току Одбрамбено-отаџбинског рата чета није имала погинулих бораца.